# Sanderburg
El Castillo de Sander (en alemán: Sanderburg) es el más pequeño de los tres castillos en la ciudad de Windhoek, la capital del país africano de Namibia. Fue construido entre 1917 y 1919 por el arquitecto alemán Wilhelm Sander quien lo diseñó como su lugar de residencia. Su estilo arquitectónico combina varias características medievales.